# Bursera vejar-vazquezii
Bursera vejar-vazquezii är en tvåhjärtbladig växtart som beskrevs av Faustino Miranda. Bursera vejar-vazquezii ingår i släktet Bursera och familjen Burseraceae. Inga underarter finns listade i Catalogue of Life.